# Auzeodes chalybeata
Auzeodes chalybeata là một loài bướm đêm trong họ Geometridae.